# بينتيكتون (كولومبيا البريطانية)
بينتيكتون (بالإنجليزية: Penticton)‏ هي مدينة كندية تقع في مقاطعة كولومبيا البريطانية. تبلغ مساحة هذه المدينة 42.0156 (كم²)، ويبلغ عدد سكانها 31909 نسمة حسب إحصاء سنة 2006 م، بينما كان يسكنها 30985 نسمة في سنة 2001 م. تحتل هذه المدينة المرتبة رقم 128 بين مدن كندا حسب عدد السكان والمرتبة رقم 24 في المقاطعة. نما عدد السكان في هذه المدينة بنسبة (3) بين العامين المذكورين.

## أعلام
- سبنسر كروغ
- كريستي ريتشاردز
- رايموند أفليك
- تايلر بريز
- غوردون هربرت
- بيل بريغز
- باد رايلي
- فريدريك كينغ
- جورج هان
- كارل كيندال

## وصلات خارجية
- الأطلس الحكومي لكندا
- إحصاءات كندا مع ساعة تعداد السكان نسخة محفوظة 23 مارس 2008 على موقع واي باك مشين.